# Yanjingiin Baatar
Yanjingiin Baatar (nascido em 3 de agosto de 1940) é um ex-ciclista mongol que competiu no ciclismo nos Jogos Olímpicos de Verão de 1964.